# Michelhausen
Michelhausen es una localidad del distrito de Tulln, en el estado de Baja Austria, Austria, con una población estimada a principio del año 2018 de 3113 habitantes. 
Se encuentra ubicada en el centro del estado, a poca distancia al oeste de Viena y a poca distancia al sur del río Danubio.